# Flughafen Sylt

i7
i11
i13

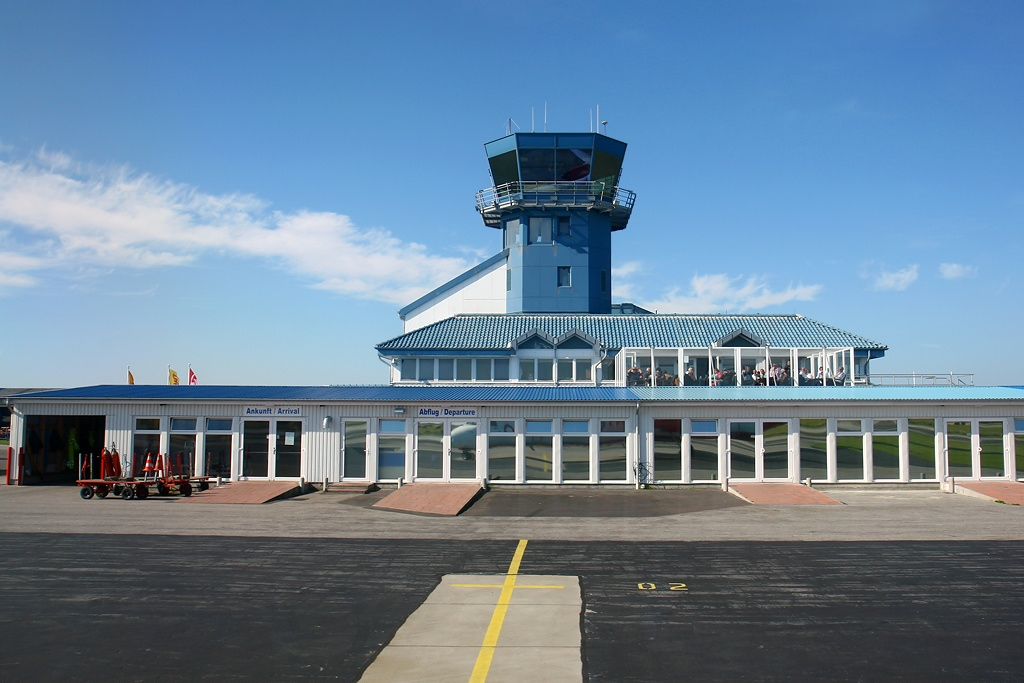
Flughafengebäude

Der Flughafen Sylt (IATA-Code: GWT, ICAO-Code: EDXW) ist der Verkehrsflughafen der deutschen Nordseeinsel Sylt. Er liegt zwei Kilometer östlich des Zentrums des Hauptortes Westerland auf dem Gebiet der Gemeinde Sylt, Ortsteil Tinnum, auf 8 Metern ü. NN.
Der Flughafen wird betrieben von der Flughafen Sylt GmbH. Unter den derzeit fünf Gesellschaftern befinden sich die Gemeinden Kampen, Hörnum und List auf Sylt.

## Geschichte
Der Flughafen wurde unmittelbar nach dem Ende des Ersten Weltkriegs errichtet. Als treibende Kraft für die Entwicklung in den Anfangsjahren wirkte zuallererst der sich in den Anfangsjahren der Weimarer Republik stark entwickelnde Tourismus. Vor allem Westerland zählte damals zu den beliebtesten Seebädern Deutschlands. Als förderlich wirkte auch der Umstand, dass der Zugang zur Insel auf dem Seeweg durch die Neuordnung der Grenze zwischen Dänemark und Deutschland im Zuge der Volksabstimmung in Schleswig ab 1920 einen doppelten Grenzwechsel (Deutschland – Dänemark – Deutschland) erforderlich machte. Die Fährverbindung nach Munkmarsch hatte in Hoyerschleuse (gehörte ab 1920 zu Dänemark) einen natürlichen Standortnachteil im Vergleich zur Fluganreise. Die heute alltägliche Bahnanreise wurde erst mit Fertigstellung des Hindenburgdamms 1927 möglich.
Im Juli 1919 wurde dann – als zweite Linienflugverbindung der Deutschen Luft-Reederei – eine Linienflugverbindung auf der Strecke Berlin–Hamburg–Sylt geschaffen. Damit gehört der Sylter Flughafen zu den Flughäfen mit der längsten Linienflug-Tradition in Deutschland. Obwohl der Flughafen nur im Sommer angeflogen wurde und die Flugzeuge damals nur drei bis fünf Passagiere aufnehmen konnten, zählte der Sylter Flughafen im Jahr 1925 bereits 2560 Fluggäste.
Ende der 1920er Jahre wurde der Flughafen zunächst nach Nordosten von 17 ha auf 37 ha vergrößert. In der zweiten Hälfte der 1930er Jahre wurde der Flugplatz aufgrund seiner strategischen Bedeutung zu einem Fliegerhorst mit drei sternförmig angelegten Start- und Landebahnen ausgebaut, die Gesamtfläche betrug nun 85 ha.
Während des Zweiten Weltkriegs wurde die Insel zur Festung ausgebaut und so kam mit dem Fremdenverkehr auch der zivile Flugbetrieb ganz zum Erliegen. Im April 1940 lagen in Vorbereitung des Unternehmens Weserübung Teile von mehreren Geschwadern hier.
Die folgende Tabelle zeigt eine Auflistung ausgesuchter fliegender aktiver Einheiten (ohne Schul- und Ergänzungsverbände) der Luftwaffe der Wehrmacht, die hier zwischen 1939 und 1945 stationiert waren.
| Von            | Bis           | Einheit                                                       | Ausrüstung                      |
| -------------- | ------------- | ------------------------------------------------------------- | ------------------------------- |
| September 1939 | April 1940    | Stab, II./KG 26 (Stab und II. Gruppe des Kampfgeschwaders 26) | Heinkel He 111H                 |
| Oktober 1939   | Februar 1940  | II./ZG 1 (II. Gruppe des Zerstörergeschwaders 1)              | Messerschmitt Bf 109E           |
| März 1940      | März 1940     | I.(Jagd)/LG 2 (I. (Jagd-)Gruppe des Lehrgeschwaders 2)        | Messerschmitt Bf 109E           |
| April 1940     | April 1940    | I./ZG 76                                                      | Messerschmitt Bf 110            |
| April 1940     | April 1940    | Stab, I., II./KG 30                                           | Junkers Ju 88A                  |
| April 1940     | April 1940    | Teile der III./LG 1 (III. Gruppe des Lehrgeschwaders 1)       | Heinkel He 111H, Junkers Ju 88A |
| August 1940    | August 1940   | Teile der I./JG 77 (I. Gruppe des Jagdgeschwaders 77)         | Messerschmitt Bf 109E           |
| Oktober 1940   | April 1941    | 2./JG 54 (2. Staffel des Jagdgeschwaders 54)                  | Messerschmitt Bf 109E           |
| Mai 1941       | Mai 1941      | 1./JG 52                                                      | Messerschmitt Bf 109E           |
| Juli 1941      | August 1941   | 6./JG 53                                                      | Messerschmitt Bf 109F           |
| Januar 1944    | November 1944 | IV./NJG 3 (IV. Gruppe des Nachtjagdgeschwaders 3)             | Junkers Ju 88C-6                |
| September 1944 | Dezember 1944 | III./NJG 3                                                    | Junkers Ju 88G-1                |
| Mai 1945       | Mai 1945      | IV./JG 3                                                      | Focke-Wulf Fw 190A              |

Auch in den Jahren nach dem Krieg wurde der Flughafen bis 1961 ausschließlich zum militärischen Flugbetrieb durch die Hauptsiegermächte genutzt, die den Platz zunächst als Airfield B.170 bezeichneten. Ab Mitte Juli 1945 diente die RAF Sylt zunächst für knapp zweieinhalb Jahre als Basis für Waffentrainingskurse von Staffeln anderer RAF-Stations. Erst als der Fliegerhorst der Bundeswehr übertragen wurde, wurden Teile des Flughafens auch wieder zu zivilen Zwecken mitgenutzt. Von 1961 bis 2005 war auf dem militärischen Teil des Sylter Flughafens die Marinefliegerlehrgruppe stationiert, wo die militärische und fachliche Ausbildung der Mannschaften und Unteroffiziere der Marinefliegergeschwader der Bundesmarine stattfand.
Neben Bedarfslinienflügen von und nach Hamburg, Kiel und Flensburg entwickelte sich in den 1960er Jahren auch eine Fluglinie Berlin–Sylt–Berlin, welche anfangs als Charterstrecke vom Reisebüro Germania und später als subventionierte Linie von British Airways erfolgreich betrieben wurde. Die Einwohner des damaligen West-Berlin nutzten die Flugverbindung sehr rege, da sie so die mühsame Anreise durch das Staatsgebiet der DDR vermeiden konnten. Bis zum Mauerfall gehörte die sogenannte „Mittagsmaschine“, die in den Sommermonaten täglich gegen 13 Uhr auf Sylt eintraf und etwa eine Stunde später zum Rückflug nach Berlin startete, zu einer festen Größe im Luftverkehr über der Insel.
Dem folgten Pauschalflugreisen sowie Linienflugziele in alle Regionen Deutschlands. In dieser Zeit konnten Verkehrsflugzeuge unterschiedlichster Bauart auf Sylt beobachtet werden. Im Jahre 1971 überließ die Bundeswehr das eigentliche Flugbetriebsgelände zusammen mit einigen Gebäuden der inzwischen gegründeten Sylter Flughafen GmbH & Co. 1990 wurde zur dringend nötig gewordenen Kapazitäts- sowie Qualitätsverbesserung auf einem neuen Standort ein neues Abfertigungsgebäude mit integriertem Kontrollturm, ein neues Instrumentenanflugsystem mit entsprechender Anflugbefeuerung sowie eine Rettungs- und Fahrzeughalle errichtet. Die Flugsicherungseinrichtungen wurden später durch ein Radarsystem und neueste Flugdatenverarbeitung ergänzt.
Seit einer Firmenumstrukturierung 1998 ist die SFG Sylter Flughafen GmbH & Co. Betriebs- und Service-KG der neue Betreiber des Flughafens.
Ende der militärischen Nutzung
Zum 1. Dezember 2005 endete die Nutzung des militärischen Teils des Flughafens durch die Marinefliegerlehrgruppe. Seit Abzug der letzten Angehörigen des Nachkommandos im März 2006 wird der gesamte Flughafen ausschließlich zivil genutzt. Seit Herbst 2011 werden schrittweise die Kasernen, Werkstätten und Hangars auf dem ehemals militärischen Nordteil des Areals abgerissen. Diese Arbeiten sind bis dato nur zum Teil abgeschlossen – um den Erhalt einiger prägender Gebäude wie des (mittlerweile nun abgerissenen) Englischen Kinos oder der von den Rettungsdiensten der Insel genutzten Halle 28, gab und gibt es auf der Insel rege Diskussionen.
Air Berlin flog bis zur Insolvenz 2017 ganzjährig von Sylt täglich nach Düsseldorf. Außerdem wurden in der Haupturlaubssaison (Mai bis September) saisonale Routen nach München, Stuttgart, Nürnberg und Zürich bedient.

## Aktueller Ausbaustand
Auf dem Gelände des Flughafens befinden sich zwei räumlich getrennte Abfertigungsgebäude (Terminal 1 und Terminal 2). Während von Terminal 1 nahezu alle Linienverbindungen abgefertigt werden, wird Terminal 2 vor allem für den regionalen Luftverkehr – z. B. zu den Nachbarinseln, sowie für Charterflüge und für alle Flüge der lokalen Fluggesellschaft Sylt Air – sowie für die Allgemeine Luftfahrt genutzt.
Seit der letzten Erweiterung des Abflugbereiches von Terminal 1 um einen zusätzlichen Wartebereich mit insgesamt drei Flugsteigen können nun bis zu drei Maschinen mit zusammen bis zu 500 Passagieren nahezu gleichzeitig abgefertigt werden. Im Ankunftsbereich stehen zwei Gepäckbänder zur Verfügung.

## Flugziele und Fluggastzahlen

### Deutschland
Die virtuelle Fluggesellschaft Rhein-Neckar Air bot im Sommer 2022 Linienflüge ab Mannheim und Kassel an, welche von MHS-Aviation durchgeführt wurden. Zum Einsatz kam eine Dornier 328.
Ab Sylt werden im Linienflugverkehr täglich Düsseldorf, Frankfurt und München sowie wöchentlich Stuttgart angeflogen. Viermal wöchentlich wird Nürnberg und regelmäßig Hamburg bedient. In der Nebensaison werden die Flüge oft ausgedünnt.

### Fluggastzahlen
Im Jahr 2004 wurden 48.000 Fluggäste gezählt; 2011 waren es 217.000 Fluggäste. Gründe für den Aufschwung waren die stark gestiegene Zahl an innerdeutschen Verbindungen und der Einsatz größerer Flugzeuge. Im Jahr 2014 lag die Passagierzahl, ähnlich wie im Vorjahr, bei 175.000; damit war dieser nördlichste Flughafen Deutschlands nach dem Flughafen Lübeck-Blankensee der meistfrequentierte Flughafen in Schleswig-Holstein.
Im Jahr 2018 nutzten 125.000 Passagiere den Flughafen; 2019 waren es 140.000 Passagiere.
Nach der letzten Ausbaustufe des Abfertigungs- und Empfangsgebäudes am Terminal 1 mit nunmehr drei Flugsteigen und zwei Gepäckbändern liegt die als maximal angesehene Passagierzahl bei etwa 250.000 Passagieren pro Jahr, wobei zu beachten ist, dass der weitaus größte Teil der Passagiere an den Sommerwochenenden abgefertigt wird, an denen es zu Kapazitätsengpässen kommen kann. Im Winterhalbjahr und an vielen Wochentagen ist der Flughafen hingegen nicht ausgelastet.

### Privatflüge
Die Nachfrage nach Privatjets ist nach der Corona-Delle so hoch wie nie zuvor. Laut Hamburgischer Bürgerschaft gingen 2022 von Hamburg aus die meisten gestarteten Inlandsflüge per Privatjet nach Sylt. Insgesamt 459 Mal starteten und landeten Jets, in Hamburg allein, zur oder von der Nordseeinsel (Propellerflugzeuge nicht mitgerechnet).

## Nachhaltigkeit am Flughafen Sylt
Der Flughafen Sylt bietet auf seiner Webseite eine ausführliche Betrachtung und Analyse zum Thema Nachhaltigkeit. Als Beispiel wurde das Fliegen auf der Strecke von Düsseldorf nach Sylt hinsichtlich des CO2-Fußabdruckes bei hohen durchschnittlichen Auslastungen mit der Nutzung eines PKW verglichen.

## Zwischenfälle und Sicherheit
- Am 30. Mai 2008 stürzte ein aus den Niederlanden kommendes deutsches Privatflugzeug des Typs Beechcraft Bonanza mit drei Personen an Bord beim Landeanflug auf den Flughafen etwa drei Kilometer vor der Landebahn auf eine Wiese, welche direkt an ein Wohngebiet grenzt. Hierbei wurde der Pilot getötet und zwei Passagiere verletzt. Unbeteiligte kamen nicht zu Schaden.[9]

- Die Vereinigung Cockpit führte den Flughafen Sylt in ihrer Flughafen-Mängelliste 2009 auf. Darin bemängelte sie vorrangig das Fehlen wichtiger technischer Ausstattungsmerkmale an diesem Flugplatz.[10] Im Bericht für das Jahr 2010 wurde dem Flughafen ein ausdrückliches Lob (Mängelstern-frei) ausgesprochen, da Runway Guard Lights und das ATIS nun in Betrieb waren.[11]
- Im Juni 2023 besprühten Klimaaktivisten ein zufällig ausgewähltes Geschäftsreiseflugzeug des Typs Cessna CitationJet[12] auf dem Flughafen Sylt mit Farbe und verursachten damit einen Schaden von mehr als 850.000 Euro.[13] Zwei Frauen wurden im Dezember 2024 wegen gemeinschaftlicher Sachbeschädigung und Hausfriedensbruchs zu sieben und sechs Monaten Gefängnis ohne Bewährung verurteilt.[14]

## Segelflug
Der traditionsreiche Aeroclub Sylt nutzt ein östlich des eigentlichen Flughafenareals liegendes Gelände für den Segelflugsport. Begonnen hatte man schon in den 1920er Jahren mit Segelflügen an der Dünenkante von Wenningstedt, damals noch unter dem Dach der Deutschen Verkehrsfliegerschule. 1961 zog der Verein auf das Flughafengelände. Aktuell zählt der Club rund 20 aktive Mitglieder und bietet auch Gastflüge an.
| Flugzeugtyp      | Registrierung |
| ---------------- | ------------- |
| Schleicher ASK13 | D-3670        |
| K 8 b            | D-0560        |
| LS 4b            | D-4432        |
| SF25C            | D-KHGA        |